# Дуни, Элина
Элина Дуни (англ. Elina Duni; род. 10 марта 1981, Тирана) — швейцарско-албанская джазовая певица и композитор. Поёт в квартете Elina Duni Quartet.

## Биография
Родилась в семье музыкантов. В возрасте 5 лет начала петь и играть на скрипке. С 1986 по 1991 год принимала участие во многих детских фестивалях и пела для Национального радио Албании и телевидения. В 1992 году вместе с матерью переехала в Швейцарию, там училась игре на фортепиано в Женевской консерватории.
В 2000—2004 годах писала музыку, играла и давала джазовые концерты в Албании вместе с пианистом Гентианом Руши (Gentian Rushi) и играла в нескольких постановках в Швейцарии и Албании. Вместе с Хосе Луисом Асареси (José Luis «Sarten» Asaresi) основала группу «Extrangers in the Noise». В 2005 году получила «Special Jury Prize» с группой «Retrovizorja» из Приштины (Косово). Совместно с этой группой (Kreshnik Hoti и Bashkim Salihu) записала альбом «I kaltër».
В 2004—2008 годах изучала пение и композицию в Бернской высшей школе искусств (Hochschule der Künste Bern) на отделении джаза. В это время основала Elina Duni Quartet в составе: Колин Валлон (фортепиано), Патрис Море (контрабас) и Норберт Пфмматтер (ударные). В 2007 году выиграла приз «Friedl Wald».
Появилась в короткометражном фильме Ольги Байлифф «Nos jours» (2007). С 2008 года Elina Duni Quartet выпустил несколько альбомов: «Baresha» (2008) и «Lume Lume» (2010) на Meta Records, «Matanë Malit» (За горами) и ECM/Universal. Квартет гастролировал по Европе; получил приз Pro Helvetia «Priority Jazz Encouragement 2010—2012».
Выступала на фестивале DokuNights (Приштина) вместе с группой «Retrovizorja» 23 августа 2014 года.
В 2014 году в Косово и Албании вышел первый сольный альбом Элины Дуни как певицы и автора песен «Muza e Zezë» (Чёрная муза).
12 апреля 2015 года выступала на Cully Jazz Festival в Швейцарии.

## Дискография
- 2004 — Lakuriq
- 2008 — Baresha (Meta)
- 2009 — I kalter
- 2010 — Lume, Lume[6]  (Meta)
- 2012 — Matanë Malit[7]  (ECM)
- 2014 — Muza e Zeze
- 2015 — Dallëndyshe (ECM)
- 2018 — Partir (ECM)
- 2019 — AKSHAM (Nome)
- 2020 — Lost Ships (ECM)
- 2023 — A Time To Remember (ECM)